# 環境社會學
环境社会学（英語：Environmental sociology）是一門研究自然環境與社會之间的相互作用的學科。该领域的研究重點是由社会因素所造成的环境资源管理以及其导致的环境问题，该些问题可能是由社会构造、社会问题和社會反應（societal responses）所引起的。
环境社会学在1970年代后期成为社会学下的一門子學科，並對應了在1960年代出現的环境运动。

## 定义
环境社会學通常被定义为的社会学下一個研究社会與环境交互作用的學科，這個定义將文化与环境的問題都化入了環境社會學的領域下。虽然在一般的情況下社會與環境之間的關係是重点的研究領域领域，但环境社會學家通常特别重视社会因素所导致的环境问题、社会影响的環境问题并努力的嘗試解决的问题。此外，也給予相當多的關注在某些因為環境條件而在社會上被定義為問題的社會過程（social processes）。

## 歷史
社會學在19世紀中後期和20世紀初期作為一種學術學科開始發展，在這種背景下，生物決定論未能完全解釋社會變革的關鍵特徵，像是人類與自然環境之間不斷演變的關係。在其發展的基礎年代，古典社會學因此將社會文化因素視為社會文化條件的主要原因。這種觀點開始在人類與其生物物理環境之間的關係引起了交互作用。 
環境社會學在1960年代到1970年代初的環境運動之後成為社會學下一個連貫的研究子領域。 William R. Catton和Riley Dunlap等人挑戰了古典社會學的狹隘人類中心主義。到了1970年代後期，他們呼籲採用一個新的整體或系統性視角，因此一般社會學開始明顯的轉變，將環境力量納入社會解釋中。現今的環境社會學已成為學術界重要的跨學科研究領域。

## 觀點與理論
環境社會學中存在有許多不同的觀點與理論，大致包括：

### 存在主義二元論
人類的二元性來自於演化特性和社會獨特性，環境社會學中的存在主義二元論認為：從一個角度來看，人類嵌入了生態圈並且與其他物種共同演化，人類和其他物種擁有相同且基本的生態依賴性。從另外一個角度來看，人類的創新能力、獨特文化和各種組織可以顯著的與其他物種區別開來。人類可以創造一種力量，獨立操縱、破壞和超越自然環境的極限。根據Buttel的觀點，環境社會學有五種基本的認識論，並中指出環境惡化可以歸咎於五種不同的理論。

### 新馬爾薩斯主義

#### 新馬爾薩斯主義觀點
新馬爾薩斯主義（Neo-Malthusianism）建立在托馬斯·羅伯特·馬爾薩斯的人口論（即馬爾薩斯主義）之上。像加勒特·哈丁的《公地悲劇》（1968年）這樣的作品改編了馬爾薩斯這種抽象的人口增長思想中人口增長導致飢荒及自私的模式，撰寫出共有財等資源同樣也會因人口增長而退化，像是空氣、水、海洋以及其他的環境條件。哈丁認為將資源私有化或透過政府監管，能夠做為解決公地悲劇導致的環境退化之方案。在1970年代，許多社會學家也持有這種觀點。但也有許多對這種觀點的批評，像是政治學家伊莉諾·歐斯壯，以及經濟學家阿馬蒂亞·庫馬爾·森和Ester Boserup。

#### 對新馬爾薩斯主義的批評
雖然許多主流媒體將馬爾薩斯主義視為環境主義的唯一觀點，但大多數社會學家都不同意馬爾薩斯主義，因為多數的證據指出社會結構的問題才是環境退化與環境問題的主要原因，而不是人口或抽象的自私本身。許多學者針對馬爾薩斯主義進行了批評，包括社會學家、經濟學家以及政治學家，並且都集中在一個國家或社會組織可以造成環境退化，在與人口條件無關的狀態下。
舉例來說，諾貝爾經濟學獎得主伊莉諾·歐斯壯在她的著作《管理共有財：集體行動制度的演變（Governing the Commons: The Evolution of Institutions for Collective Action）》一書中指出：「有時候不是自身利益導致環境退化，自身利益有時會激勵人們照顧他們共同擁有的財產資源。要做到這一點，他們必須改變牽涉到資源使用的基本組織規則。」她的研究是世界某些地區持續了幾個世紀的共有財資源在可持續性上的證據。
同樣是諾貝爾經濟學獎得主的阿馬蒂亞·庫馬爾·森則在《貧困與飢荒：關於權利和剝奪的嘗試（Poverty and Famines: An Essay on Entitlement and Deprivation）》中指出，人口擴張並不會像馬爾薩斯主義者或新馬爾薩斯主義者所論證的那樣導致飢荒或環境退化。相反的，有記錄的案例指出在政治上缺乏對現存大量資源的權利，會導致某些人口陷入飢荒。在他的紀錄中，在資源充足和人口較少的情況下也會發生飢荒。因此他認為，飢荒和環境退化只會發生在民主制度無法發揮功能或不具代表性的國家中。
Ester Boserup在《農業增長的條件：人口壓力下的土地變化經濟學（The Conditions of Agricultural Growth: The Economics of Agrarian Change under Population Pressure）》中指出：從歸納性、經驗性的案例分析來看，馬爾薩斯對農業規模與人口之間一對一的關係與演繹概念的假定實際上是相反的。Boserup認為世界上充滿了直接相反的案例：人口成長會使得農業方法的擴大和改良，而不是向馬爾薩斯認為的由於農業技術和規模限制了人口的數量。
生態馬克思主義學者Allan Schnaiberg也主張反對馬爾薩斯主義，認為在較大的資本主義經濟體下，資本主義才是造成組織政治經濟退化的罪魁禍首。並舉出雨林地區的案例，指國家和資本家會在他們要開始破壞環境、造成組織退化之前將人們趕出他們原本生活的雨林地區。

### 新環境典範／新生態典範
在1970年代，新環境典範（New Environmental Paradigm，NEP）的概念被提出，批評古典社會學家以及他們的追隨者所認為的社會學優先事項是缺乏環境觀點的。新生態典範被人類特殊主義典範（human Exceptionalism Paradigm，HEP）所批評，HEP觀點認為所有的問題都可以透過人類的聰明才智與技術來解決，因此人與環境的關係在社會學上並不重要，因為人類會透過文化變革「免於」環境力量的影響。這種觀點是由當時西方主流的世界觀以及社會學反對當時流行的種族主義與生物環境決定論做形成的。HEP觀點認為：文化的獨特性證明了人類的主導地位，且文化獨特性比生物學特徵更具有適應性；此外，文化還能夠積累與創新，使其能夠解決所有的自然問題；由於人們不會被自然條件所支配，便能夠完全掌握自己的命運。不過這些研究並沒有對應的環境分析研究佐證。
社會學學者Riley Dunlap與William R. Catton認知到了HEP的局限性，於是提出了一種新觀點，其假設與HEP相反，並希望能夠對環境因素有充分的考量。這種新的社會學理論觀點一開始在前述學者所著的《環境社會學：一個新典範》中稱爲新環境典範，Dunlap與K. D. Van Liere發展新環境典範量表時，則將對立的典範稱為「主流社會典範（Dominant Social Paradigm，DSP）」。到了1980年Dunlap與Catton又提出了新生態典範（New Ecological Paradigm）的槪念，並在2000年代發表了新生態典範量表。
新生態典範相信人類的創造力，但認為人類與其他物種一樣在生態環境中仍然必須相互依存。該典範並注意到社會和文化的力量，但不承認社會決定論（Social determinism）。認為人類受到生態系統的影響和並在其反饋循環中生存，且地球擁有有限的自然資源與有限的廢棄物處置空間。因此生物物理環境可以對人類活動施加限制。新生態典範也討論了這個新經濟政策的一些預兆，他們理論對那些既「不是社會環境」也不僅是「自然環境」的主題進行了理論化，被稱為一種「雜交」的理論，而這也是對1960到70年代馬爾薩斯主義觀點的批評。

### 生態馬克思主義
在新生態典範與人類特殊主義典範爭辯時，新馬克斯主義正在發展。
因此，一些社會學家想要從馬克思主義的社會衝突思想來延伸分析這種唯物主義框架下的環境社會運動，而不是將環境運動視為一種比物質關注更為分散「新社會運動」文化。因此，「生態馬克思主義（Eco-Marxism）」是利用新馬克思主義中衝突社會學的概念為基礎，將相對自治（relative autonomy）應用於環境衝突中。

### 生態現代化與反思性現代化
到1980年代，各國（主要是西歐，如荷蘭，西德和英國）學者開始對生態馬克思主義進行批判，並藉由實證數據試圖將環境保護與經濟增長兩個因素結合起來。

### 環境中的社會結構
1980年代，隨著西方後現代主義的興起，將話語視作於一種權力，一些社會學家在分析中，轉而將環境主張視作為一種「社會結構」形式而不是「物質」環境。